# Плотина городского пруда (Каменск-Уральский)
Плотина городского пруда — гидротехническое сооружение на реке Каменке при Каменском заводе в городе Каменске-Уральском Свердловской области.
Постановлением Правительства Свердловской области № 859-ПП от 28 декабря 2001 года присвоен статус памятника архитектуры регионального значения.

## Описание
Плотина расположена в старой части города, свой нынешний облик она обрела только в XX веке, когда усилиями работников Синарского трубного завода была построена верхняя наземная часть.
Данная гидроплотина является одним из первых подобных промышленных сооружений на Урале. В 1682 году рудознатцем Федором Рукиным в окрестностях Колчеданского острога были найдены залежи железных руд. Об этой находке была подана челобитнаю царю от игумена Долматовского монастыря Исаака. Казной были веделены земли для нужд обители. Вскоре при монастырской заимке на реке Каменке заработало небольшое железоплавильное предприятие. Согласно Сметной росписи Каменских железных заводов (1703—1705 гг.) на указанной территории «расположились избы, амбар, погреб и мельница пониже плотины на Каменке речке».
В 1700 году император Пётр I перевёл Каменский завод в разряд государственных. Для руководства строительством был назначен сын боярский Иван Астраханцев. Вместе с ним из Москвы прибыл и плотинный мастер Ермолай Неклюдов. Уже 15 февраля 1700 года он приступил к заготовке леса для постройки плотины. Для возведения плотины был выбран створ между высокими берегами.. 12 января 1700 года вышел указ Петра I, согласно которому 21 февраля того же года на Каменский завод были направлены 20 мастеров вместе с семьями, а также необходимое оборудование для строительства завода — 3276 килограмма прутового железа, 20-пудовый молот, хомут молота весом 86 килограммов, подшипники и другое оборудование, изготовленное на заводе Вахрамея Вахрамеевича Меллера и на тульском заводе Льва Кирилловича Нарышкина. В течение года были возведены насыпь и механизмы. Под начальством Астаханцева и Неклюдова над строительством плотины работали крестьяне Каменской, Багарякской и Камышенской слобод, Колчеданского и Катайского острогов.
Первая каменская гидроплотина представляла собой земляную насыпь, укрепленную деревянными сваями и рублеными «свинками», наполненными глиной. Её длина составляла 106,7 метров; ширина — 42,7 метра. В состав системы входили вешняк, рабочий прорез с ответвлениями труб-водоводов и лари.
Русло реки разлилось в длину на полтора километра, а на картах стали отмечать Каменский горнозаводской пруд. Каменскую плотину неоднократно смывало весенними паводками. Первый случай был зафиксирован в 1719 году, второй — 1723 году. Они стали ключевыми для того, чтобы начать своевременно проводить модернизацию сооружения.
Известно, что в 1802 году под руководством управляющего заводом С. С. Ярцева и механика Л. Ф. Сабакина от пересыпи были сооружены вододействующие меха для цехов предприятия. При этом габариты плотины были увеличены. Длина стала составлять 117,3 метров, ширина сверху — 31,4 метра, снизу — 55,5 метров, в высоту — 7,1 метров. Минимальная глубина заводского пруда остановилась на отметке в 4,3 метра.
В 1820-х годах при участии архитектора Михаила Малахова была проведена реконструкция всего Каменского завода. В тот же период берега Каменки были облагорожены камнем и чугуном. До наших дней сохранилась подпорная стенка плотины на правом берегу ниже плотины. Она сложена из бутового камня, основного укладочного материала тех лет.
После закрытия Каменского завода в 1926 году плотина стала служить предприятию КУЭМЗ (ныне ЗАО «Уралэлектромаш»). При участии Синарского трубного завода рядом с водосбросом было построено двухэтажное здание классического стиля. Сегодня в нём находятся главные регулирующие механизмы.

## Галерея

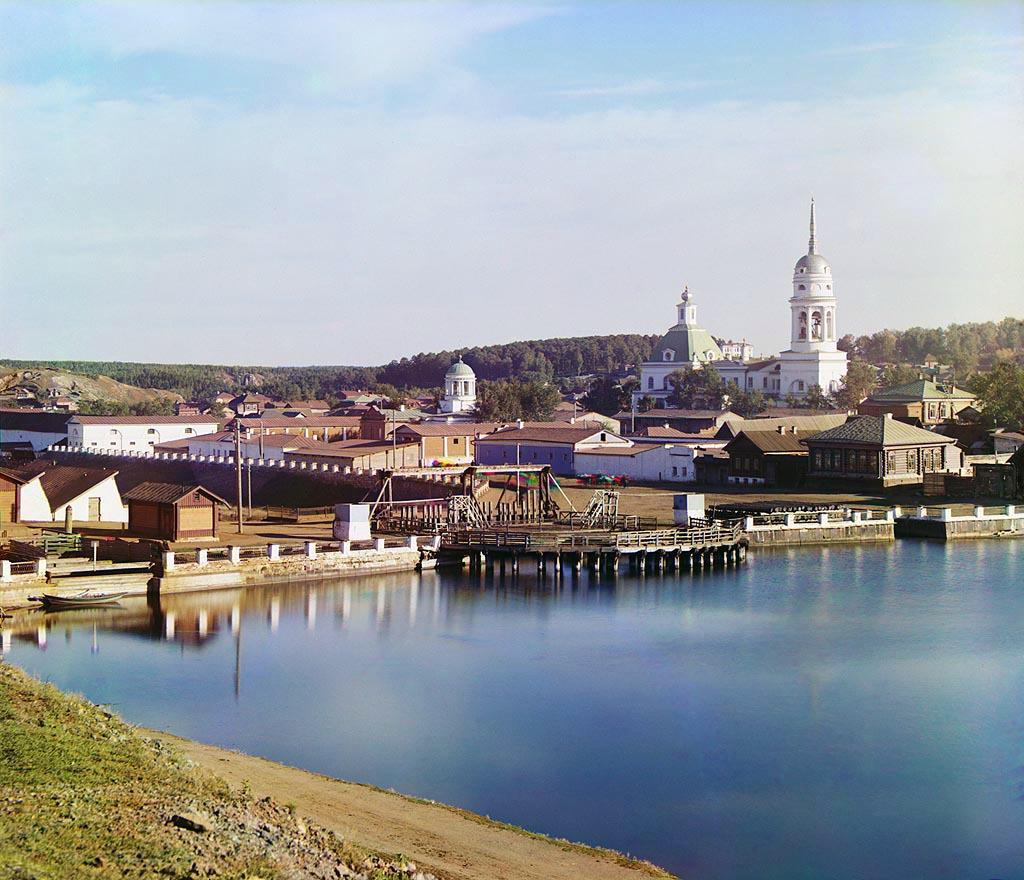
Плотина в 1909 году, фото С. М Прокудина-Горского
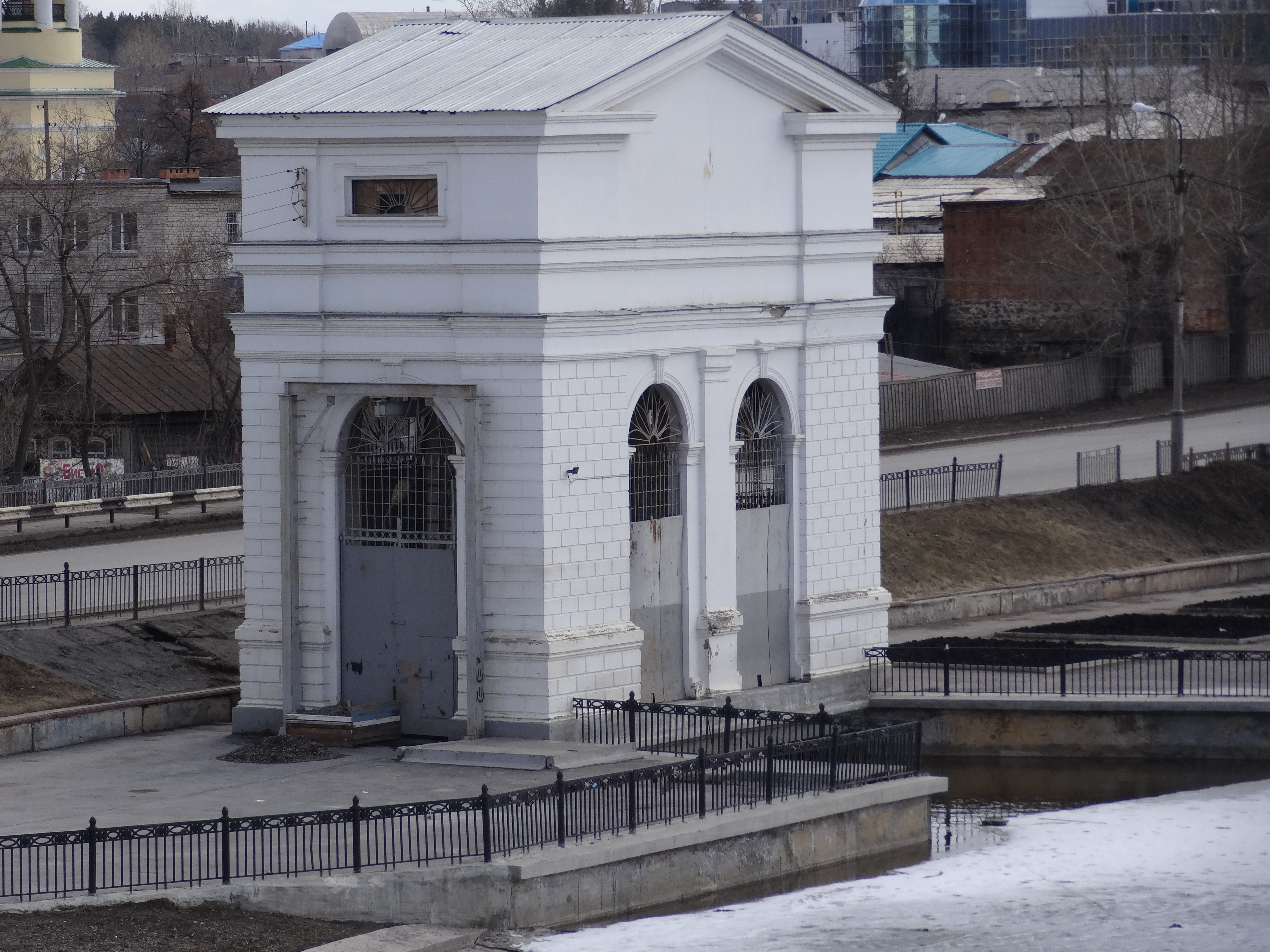
Общий вид здания
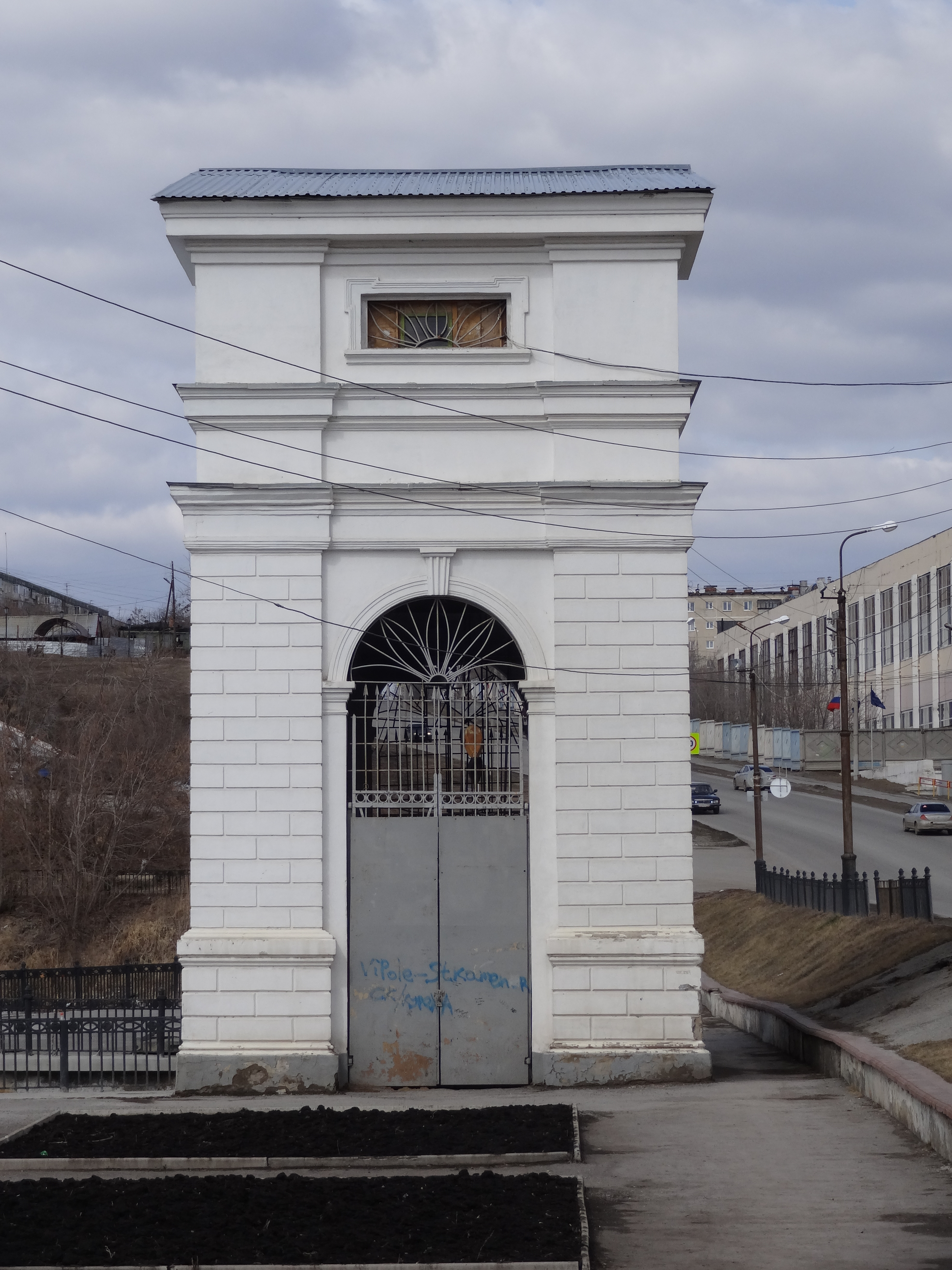
Южный фасад
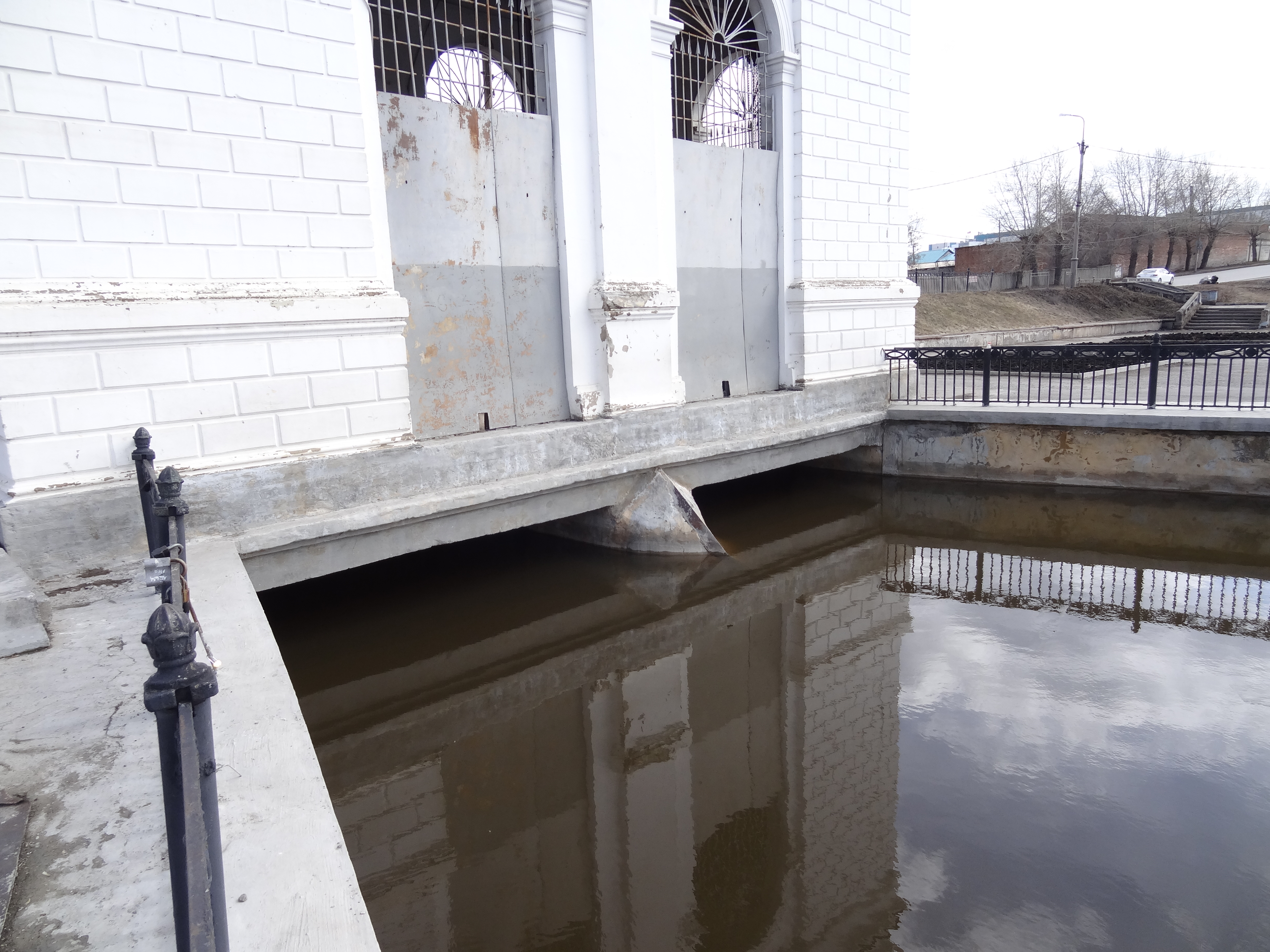
Водовод
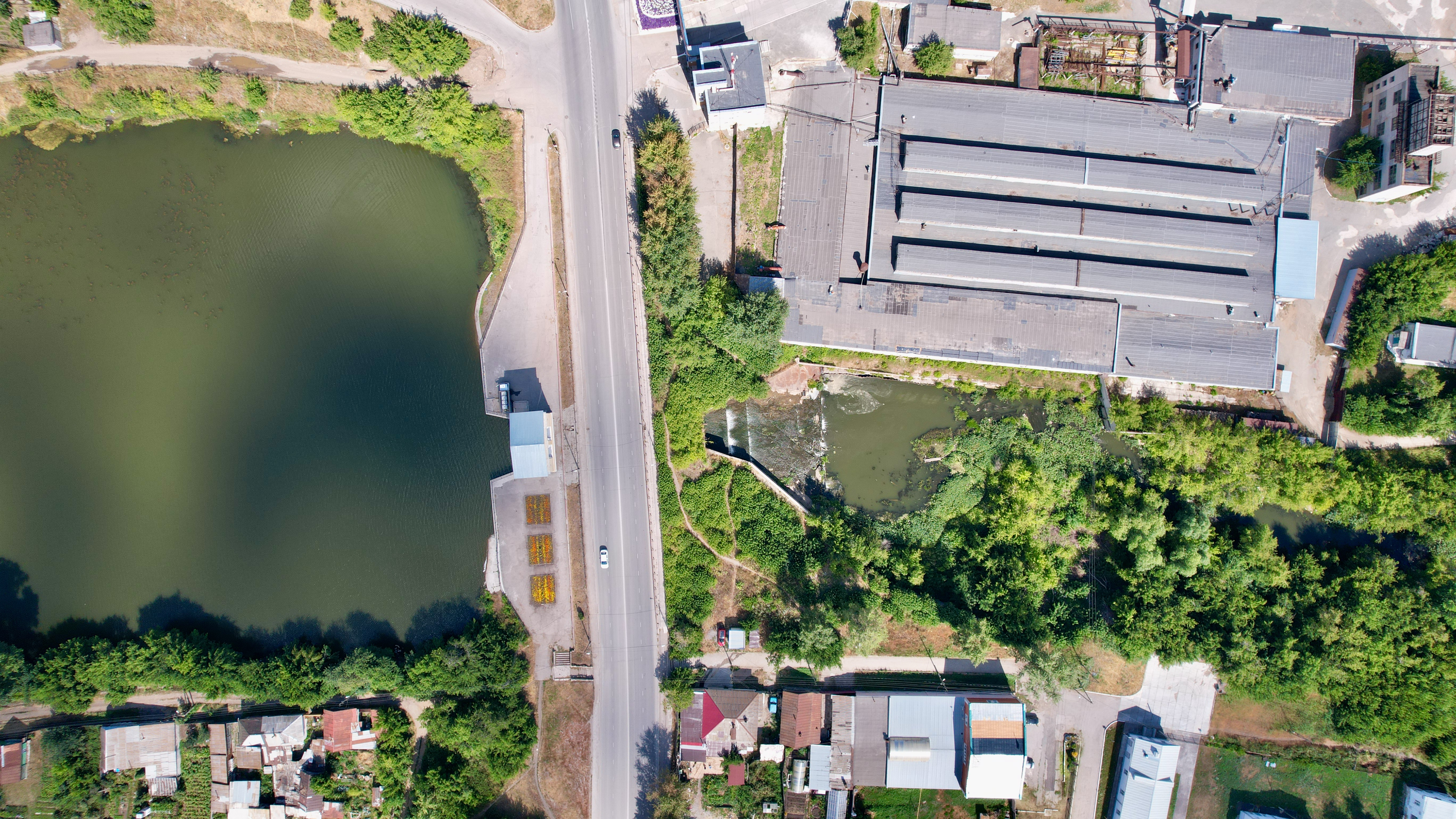
Вид с высоты
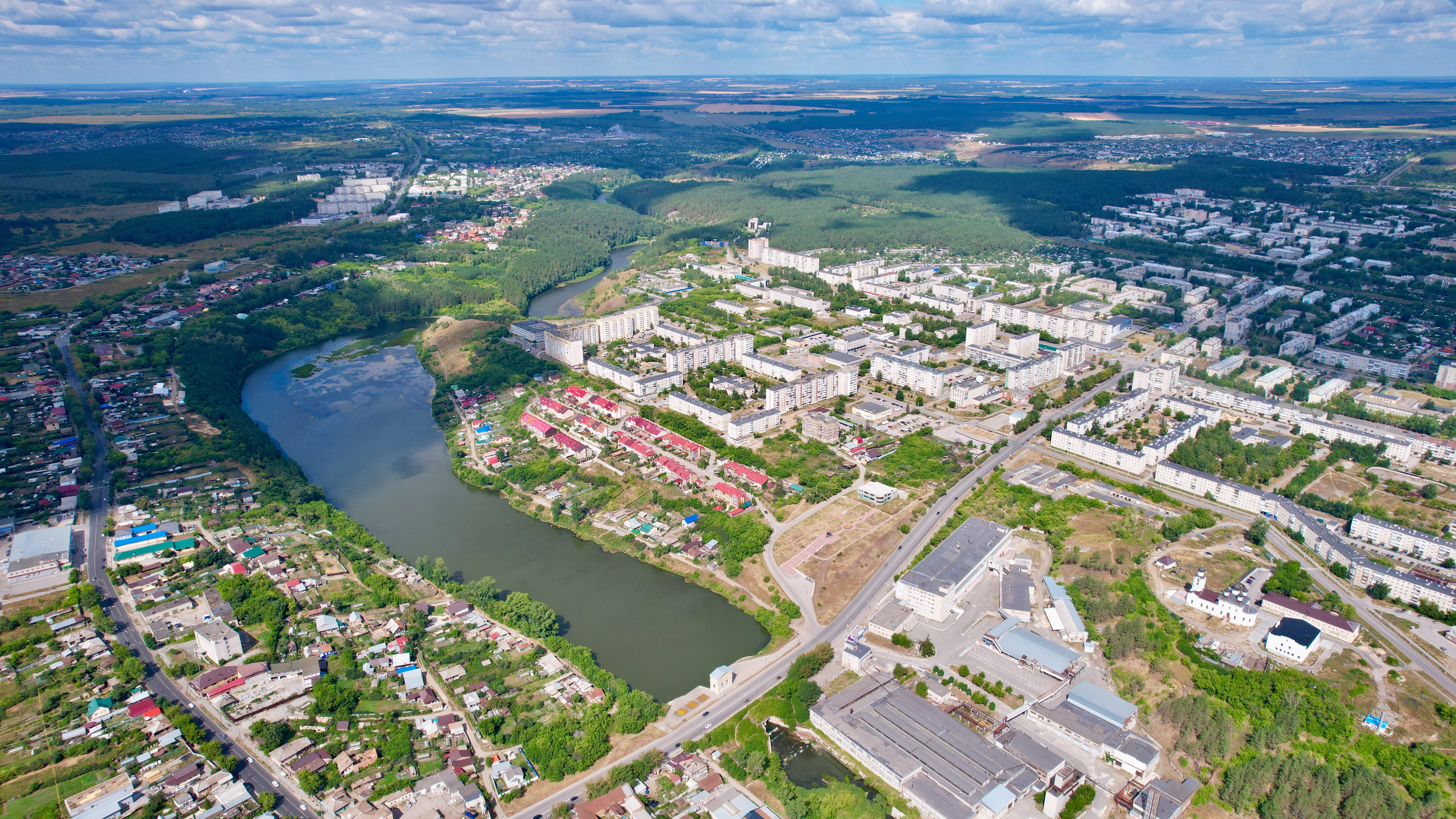
Вид с высоты

## Туризм
Рядом с плотиной, на левом берегу реки, берет начало «Тропа Карпинского», геолого-туристический маршрут.